# Temps de réponse (informatique)
Pour les articles homonymes, voir Temps de réponse.

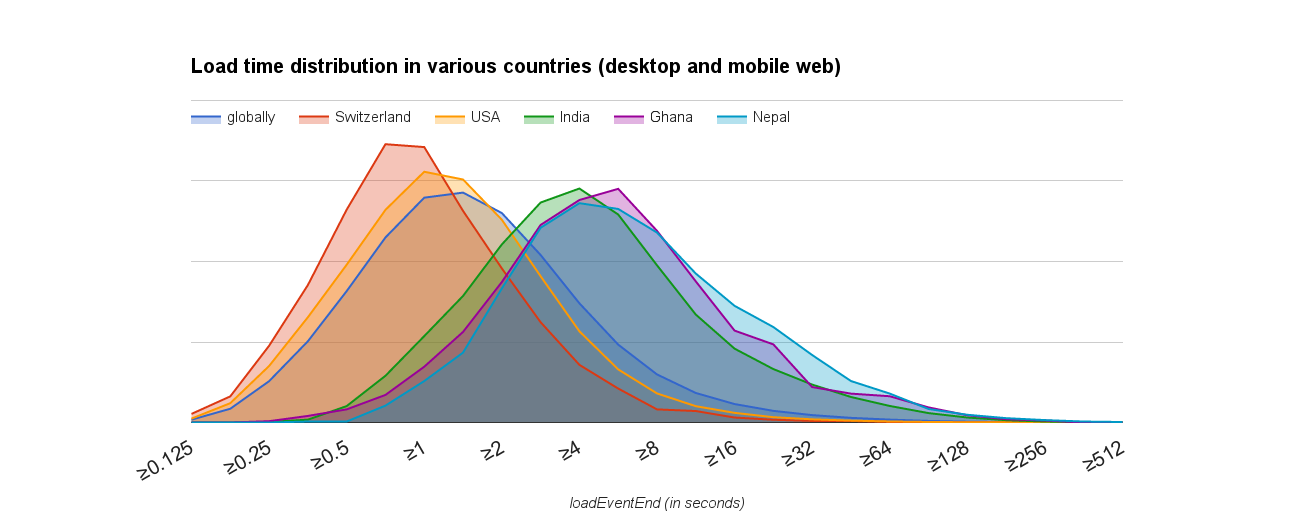
Distribution des temps d'affichage (en seconde) d'articles de Wikipédia suivant les pays: le temps dépend du type de connexion (Adsl,...), mais aussi des tailles moyennes des pages lues

Dans le domaine de l'informatique, le temps de réponse est une mesure de la performance d'une application interactive. Il peut être défini comme le temps qui s'écoule entre la fin d'une demande adressée à un ordinateur et le début de la réponse. C'est une notion qui comporte des aspects techniques (serveurs, réseau informatique,...) mais aussi des aspects liés à l'ergonomie de l'interface entre l'utilisateur et le système.

## Décomposition du temps de réponse

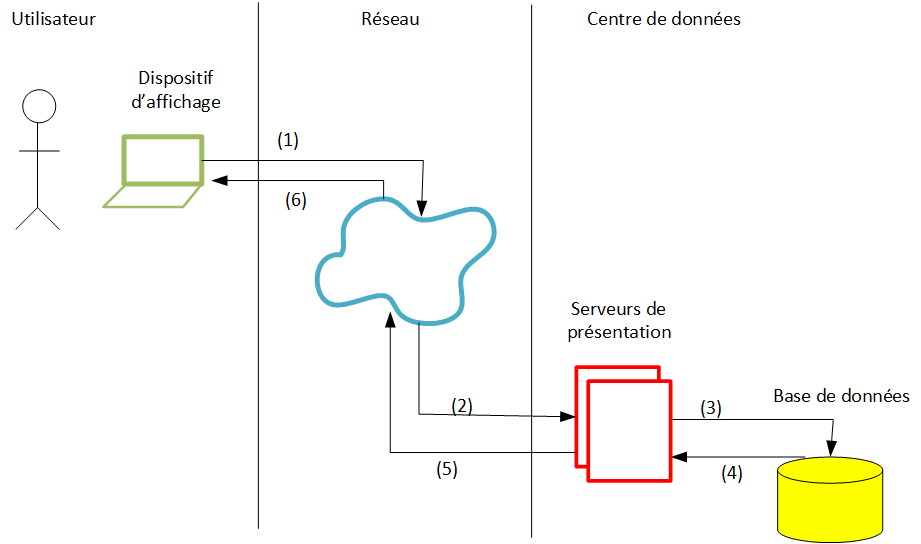
Décomposition du temps de réponse d'une application web

Le temps de réponse d'une application classique ou d'une application web est la somme de plusieurs composantes :
- le temps de traitement interne de la transaction (temps de calcul, d'accès aux bases de données,...)
- le délai induit par le réseau de transmission
- le délai induit par le dispositif d'affichage (écran passif, client lourd, navigateur web, smartphone,...).

## Aspects historiques
Dans les systèmes informatiques traditionnels sur mainframe des débuts de l'informatique, les temps de réponse étaient essentiellement liés à la puissance du système central et à la latence du réseau de transmission propriétaire, puis normalisé, mais très peu dépendant du système d'affichage basé sur des terminaux passifs. Par la suite avec le passage au modèle client-serveur, les aspects de performance de la partie client de l'application sont devenus aussi importants que les aspects liés aux systèmes centraux. L'optimisation des systèmes de stockage par exemple sont déterminants pour obtenir un temps de réponse correct d'une application. Le passage au modèle internet/intranet et les évolutions majeures des techniques de réseau informatique ont considérablement mis l'accent sur les problématique de mesure et de maîtrise des temps de réponse.

## Aspects techniques
Le temps de réponse dépend de l'environnement de l'utilisateur (puissance du poste de travail, de la tablette ou du smartphone), du type de connexion et de la qualité du réseau (réseau fibre optique, ADSL, 3G ou 4G,...) mais aussi de l'infrastructure qui héberge l'application, de la qualité du code produit par les développeurs, l'optimisation de l'accès aux bases de données ainsi que du moment de la journée en fonction des pics de trafic.

## Enjeux
Le temps de réponse global d'une application est une notion essentielle de la qualité perçue de l'application. Dans le domaine du commerce sur internet, c'est un enjeu majeur, sachant que la fluidité perçue d'un site web détermine le confort de l'utilisateur et conditionne souvent la décision d'achat: le taux de conversion (rapport entre une visite débouchant sur une commande et une visite sans commande) est de 38% en moyenne pour les sites dont les pages s'affichent en moins de 5 secondes, mais chute à 18% pour les sites dont les pages s'affichent en plus de 5 secondes. La plupart des acteurs du web comme Google, YouTube ou Dailymotion accordent une grande importance aux notions de performance et de temps de réponse.

## L'expérience utilisateur

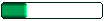
Barre de progression permettant d'estimer le délai de réponse auquel l'utilisateur doit s'attendre.

Du point de vue de l'utilisateur d'une application, le temps de réponse est un temps d'attente. Certains utilisateurs sont sensibles à la réactivité d'une interface: n'importe quel élément de l'interface (bouton, liste déroulante,...) doit réagir en moins de 0,1 seconde pour avoir une impression d'immédiateté, moins d'une seconde pour que le délai ne soit pas gênant, et moins de 10 secondes pour ne pas dépasser le seuil de tolérance.
Cependant la notion importante est celle du temps nécessaire à la réalisation d'une tâche: cela se décompose en temps de réponse du système avec le délai d'affichage, auquel il faut ajouter le temps nécessaire pour lire, interpréter et comprendre la réponse, et décider la suite à donner à cette réponse.
Le temps de réponse est un facteur de stress pour l'utilisateur. Des études ont montré que dans une conversation entre deux humains un temps de réponse de plus de 2 secondes donnent à l'interlocuteur une impression d'attente; cependant l'impression d'attente est subjective et dépend du niveau de compétence de l'utilisateur: un débutant acceptera plus volontiers une attente qu'un utilisateur expérimenté. La perception d'attente est une notion subjective et variable d'un individu à un autre. Des dispositifs comme l'affichage d'une barre de progression permettent de limiter le sentiment d'impatience et le stress de l'utilisateur, en fournissant une estimation du moment où la réponse sera donnée.